# 38 Pułk Fizylierów (Cesarstwo Niemieckie)
38 Pułk Fizylierów im. Feldmarszałka Hrabiego Moltke (1 Śląski) (niem. Füsilier-Regiment Nr. 38)  – pułk piechoty niemieckiej okresu Cesarstwa Niemieckiego.
Pułk został sformowany 26 stycznia 1818. Stacjonował w Kłodzku . Wchodził w skład VI Korpusu Armijnego . Wiosną 1914 był w strukturze 11 Dywizji Piechoty.
W wyniku mobilizacji, w sierpniu 1914 pułk osiągnął gotowość bojową i w składzie 21 Brygady Piechoty 11 Dywizji został wysłany na front zachodni.

## Bibliografia

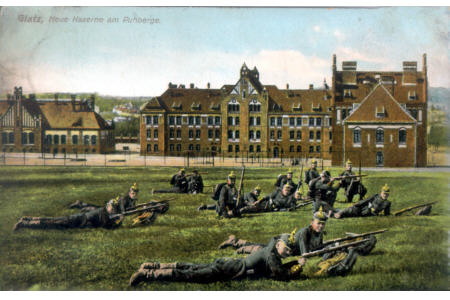
Koszary pułku